# OAフロア

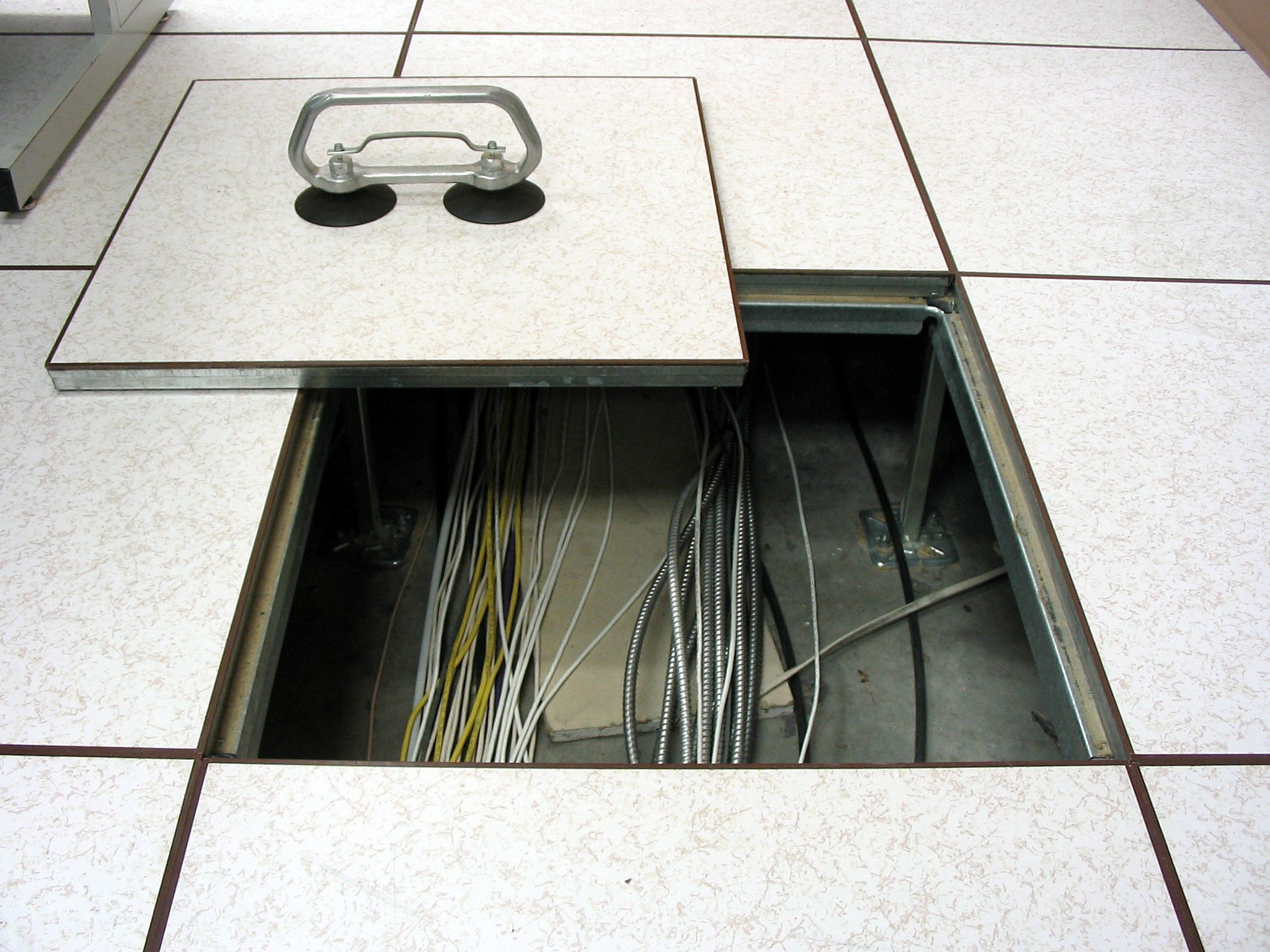
OAフロアと床下配線

OAフロア（英: Raised floor）は、床の上にネットワーク配線などのための一定の高さの空間をとり、その上の別の床を設け二重化したものである。
フリーアクセスフロア、二重床、あるいは俗に床上げなどとも言う。
名前のOAはオフィス・オートメーションの意味であり、文字通りオフィス（事務所）のほか商業施設、工場、学校などのコンピュータや多くの配線を必要とする場所に設置される。

## 概要
OAフロアとする利点は、机など家具類の配置に影響されずに配線できることや、後からの配線変更が容易なことである。また、床表面に配線類がある場合は人の通行や椅子の移動の支障となり、その結果として配線の切断などの障害が発生する恐れもあるが、これらの難点を避けることができ美観も向上する。
かつてはメインフレームなどのための限られたコンピュータルームにのみ設置されるものであったが、パーソナルコンピュータなどのOA機器やLANの普及により通常の事務所においても一般化している。
1990年代以前の事務所における配線は電源と電話くらいであり、これらは床埋め込みのパイプによる配線や、あるいは床面に直接這わせモールで保護する程度で十分であった。しかしインターネットの普及に伴い敷設されるようになったイーサネット、特にツイストペアケーブルによるLANの場合、配線の本数が大幅に増え従来の方法では困難となったことからOAフロアが普及するようになった。
設置にあたっては必要とする配線の本数や荷重についての事前見積もりが重要である。
また設置後は床を開かないと配線の経路を目で追えないため、配線末端に整理番号や行き先を付けたタグ等を取り付け、図面や管理簿に記録しておくのが望ましい。

## 構造
大きく2種類の方式があり、本来の床の上に支柱を立てその上に板状のパネルを乗せるタイプと、支柱とパネルが一体となったようなブロックを敷き詰めるタイプに分けられる。いずれの場合も40cm-60cm位の正方形を単位として床を埋めるように設置する。高さは用途により数センチから数10センチ以上と幅がある（データセンターなどでは高さが1mを超えたり、管理のために人が入ることを想定するケースもある）。パネルあるいはブロックには穴、あるいは切り込みのあるものがあり、配線の取り出し口となっている。
さらにその上に同じ大きさ、または整数倍の大きさのカーペットを並べる。カーペットは下のパネルとはずらして並べることもある。そうすることで継ぎ目による段差を目立たなくし配線がカーペットの継ぎ目から取り出しやすくなる。カーペットの代りに塩化ビニル樹脂などのタイルを使う場合もある。
配線の取り出しは通常、テーブルタップや情報コンセントを直接カーペットの継ぎ目から引き出す方法が使われるが、インナーコンセントなどと呼ばれる蓋付、あるいはポップアップ式の器具を造り付けることもある。しかしコストや自由度の点で前者の方法が使われることが多い。
電源、ネットワークなどの配線部材には OAフロア専用にシステム化されたものもある。特にブロックタイプでは合わせた設計となっている場合が多い。
空調も目的とすることがあり、配管を通したり、吸排気口を設けてそのまま空気の通り道として用いたりする。
近年の新しいオフィスビルでは当初からフロア全体がこの構造となっている場合が多いが、古いビルをOAフロア化することも可能である。その場合、既存の床の上に新たな床を設けることになるため、入り口に上り框やスロープを設けてその高低差を解消するなどの措置がとられる。
パネルの材質はアルミ製のものが多い。これは、軽量化および施工時の加工容易性確保が目的である。支柱とパネルが一体となったブロック型では取り扱いの容易さからプラスチック製のものも見うけられる。耐荷重は、アルミ製パネルを用いたOAフロアで概ね300～500kg/m^2程度となる。
パネル取り外しには、吸盤のついたサッカーという器具を用いる。サッカーにはレバーが付いており、吸盤の効果で床に嵌ったパネルを上に持ち上げて外すことが出来る。